# Бетола (Белуно)
Бетола (итал. Bettola) је насеље у Италији у округу Белуно, региону Венето.
Према процени из 2011. у насељу је живело 15 становника. Насеље се налази на надморској висини од 690 м.